# 天主教雷恩总教区

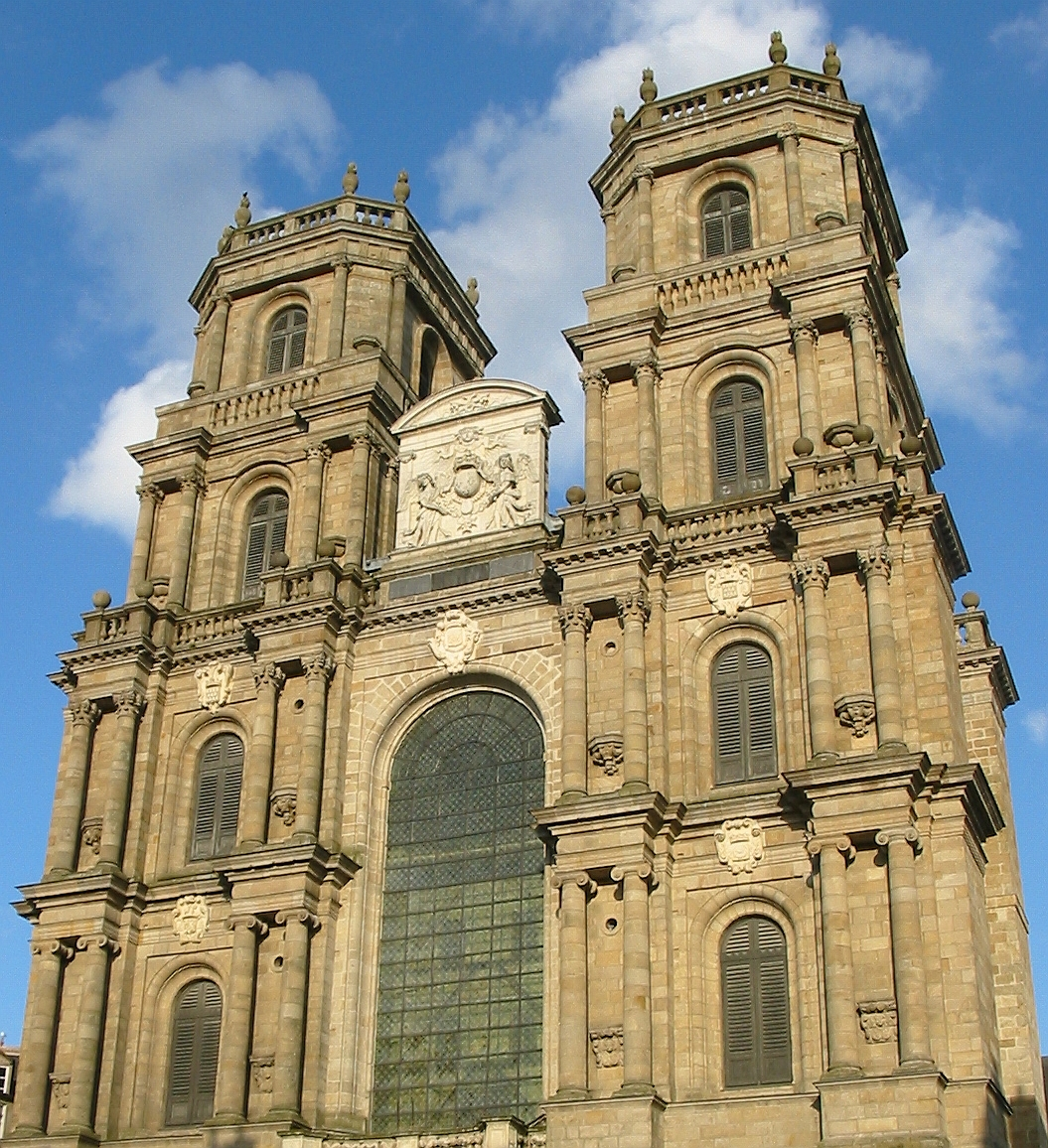
天主教雷恩总教区

天主教雷恩总教区（拉丁文：Archdiocesis Rhedonensis）是罗马天主教在法国西北部设立的一个总教区，范围相当于布列塔尼大区的伊勒-维莱讷省。雷恩教省还包括8个附属教区：天主教昂热教区、天主教拉瓦勒教区、天主教勒芒教区、天主教Luçon教区、天主教南特教区、天主教Quimper教区、天主教圣布里厄教区、
天主教Vannes教区。現任輔理主教為亞歷山大·祖利。